# أفلينة
أفلِّينَة أو أفيلِّينَة هو جنس من نباتات البحر الأبيض المتوسط في الفصيلة النجيلية. النوع الوحيد المعروف يوجد في معظم أنحاء منطقة البحر الأبيض المتوسط من البرتغال والمغرب إلى تركيا. كما ورد أنه دخيل في أسترالية.